# Campeonato Paulista de Futebol de 1980
O Campeonato Paulista de Futebol de 1980 foi a 40.ª edição do campeonato organizado pela Federação Paulista de Futebol. Ela teve o São Paulo como campeão , Edmar, do Taubaté, como artilheiro, com 17 gols e o maior público não registrado da história do Morumbi.
A competição durou de 11 de maio de 1980 até 19 de novembro do mesmo ano e contou com a participação de vinte equipes: todas jogavam entre si em dois turnos, com os quatro melhores classificando-se para as semifinais de cada turno e os vencedores desses confrontos, para a final. Os campeões de cada turno enfrentar-se-iam em melhor de quatro pontos, a não ser que um mesmo time vencesse ambos os turnos — nesse caso, ele seria declarado campeão automaticamente.

## Primeiro turno
A Portuguesa foi o melhor time da primeira fase do primeiro turno, conquistando 29 pontos nos dezenove jogos (doze vitórias, cinco empates e duas derrotas), seguida por Santos, Botafogo de Ribeirão Preto e Ponte Preta. A disputa pelas vagas foi tranquila, com Santos e Portuguesa garantindo as suas com antecedência.
O Corinthians impetrou, no final da primeira fase, um recurso no Superior Tribunal de Justiça Desportiva, pedindo os pontos da partida contra a Portuguesa. O jogo estava empatado por 0 a 0 e foi interrompido aos 44 minutos do segundo tempo, quando o árbitro Márcio Campos Sales apitou um pênalti a favor da Portuguesa e a torcida corintiana invadiu o campo do Pacaembu. O recurso, entretanto, foi rejeitado por unanimidade, e foi ratificada a decisão de dar os pontos da partida à Portuguesa — mesmo que o resultado de 0 a 0 tivesse sido mantido, o alvinegro teria ficado de fora das semifinais pelo primeiro critério de desempate, o número de vitórias. O Corinthians já havia sofrido um revés em campo naquele mês ao perder por 1 a 0 para o São Paulo, o que quebrou um "tabu" de quatro anos sem perder para o rival.
Nas semifinais, a Portuguesa empatou o primeiro jogo com a Ponte Preta, no Morumbi, sem gols, e venceu o segundo, no Pacaembu, por 2 a 0, quebrando um "tabu" de cinco anos sem vitória sobre o time campineiro. Na outra série, o Santos venceu o primeiro jogo contra o Botafogo por 5 a 1, no Morumbi, mas, mesmo assim, os ribeirão-pretanos precisavam de uma vitória simples no segundo jogo, no Pacaembu, para forçar uma prorrogação. Esta acabaria por não ser necessária, já que o time da Vila Belmiro venceu por 2 a 0 no tempo normal e classificou-se para enfrentar a Portuguesa na final do turno.
Com a vantagem de poder empatar três vezes (no primeiro jogo, no tempo regulamentar do segundo jogo e em uma eventual prorrogação), a Portuguesa manteria o time e a tática da vitória sobre a Ponte Preta. O Santos também prometia não mudar nada. "Não podemos mudar nossa tática de jogo diante de um adversário como a Portuguesa", avisava o técnico santista, Pepe. "Seria até uma incoerência de minha parte querer mudar numa decisão. Vamos jogar ofensivamente e tentar de todas as maneiras chegar a um resultado positivo, pois a Portuguesa precisa só de empates para ficar com o título [do primeiro turno]." Com um gol logo aos cinco minutos, o Santos venceu o primeiro jogo e pegou para si a vantagem do empate na segunda partida. "Foi um descuido muito grande da nossa defesa", lamentou o goleiro luso Moacir. "E esse descuido acabou sendo fatal, pois daí em diante a defesa deles fechou-se e impediu as nossas penetrações".
Precisando da vitória na segunda partida, o técnico da Portuguesa, Mário Travaglini, avisava que pretendia atacar: "Nós vamos jogar no ataque, mas sem nenhuma alteração no esquema empregado habitualmente, porque basta consultar o retrospecto e perceber que chegamos à disputa do título de campeão do turno justamente atuando no ataque. Temos um dos ataques mais positivos, o Enéas foi o jogador que mais gols marcou, seguido de perto pelo Caio. Então, quando afirmo que vamos para cima do Santos, resolver tudo em 120 minutos, não pretendo uma alteração de esquema, mas que tudo o que foi mostrado no primeiro turno seja posto em prática [na decisão]." Já o Santos chegava confiante, pelas declarações de Pepe, ainda que em tom de brincadeira: "Eu acho que tudo será decidido em noventa minutos, embora o Travaglini fale em prorrogação."
O Santos ganhou novamente, ficando com o título do turno, após boa atuação de Pita. Miro, quase sem querer, abriu o placar para o Santos no primeiro tempo. "Nós estamos cansados de saber que o Santos tem esse tipo de jogada ensaiada em cobranças de escanteio", lamentou Moacir. "Faz tempo que tentam o gol desta maneira, e estávamos precavidos. Mas aconteceu que, no lance, o [zagueiro] Duílio estava fora de campo [sendo atendido pelo médico após choque com Pita]. E justamente ele, que é quem marca a bola nos escanteios." Toquinho empatou no início do segundo tempo, com um gol classificado como "surpreendente" pelo jornal Folha de S.Paulo, mas Claudinho definiria a vitória santista por 2 a 1 três minutos depois. "Chegamos ao título pela seriedade de todo o time", explicava Miro. "Superamos uma porção de comentários e fofocas e, agora, somos campeões deste primeiro turno."

## Classificação da primeira fase
| Pos | Time             | PG | J  | V  | E | D  | GP | GC | SG  |
| 1   | Portuguesa       | 29 | 19 | 12 | 5 | 2  | 31 | 17 | 14  |
| 2   | Santos           | 27 | 19 | 10 | 7 | 2  | 29 | 13 | 16  |
| 3   | Botafogo         | 23 | 19 | 9  | 5 | 5  | 27 | 16 | 11  |
| 4   | Ponte Preta      | 23 | 19 | 8  | 7 | 4  | 30 | 20 | 10  |
| 5   | Corinthians      | 22 | 19 | 7  | 8 | 4  | 18 | 12 | 6   |
| 6   | Taubaté          | 20 | 19 | 7  | 7 | 5  | 20 | 23 | -3  |
| 7   | Palmeiras        | 20 | 19 | 7  | 6 | 6  | 22 | 19 | 3   |
| 8   | São Paulo        | 20 | 19 | 7  | 6 | 6  | 21 | 18 | 3   |
| 9   | São Bento        | 20 | 19 | 7  | 6 | 6  | 19 | 19 | 0   |
| 10  | Comercial        | 19 | 19 | 7  | 5 | 7  | 22 | 25 | -3  |
| 11  | Guarani          | 19 | 19 | 6  | 7 | 6  | 28 | 23 | 5   |
| 12  | Internacional    | 19 | 19 | 5  | 9 | 5  | 26 | 24 | 2   |
| 13  | América          | 18 | 19 | 5  | 8 | 6  | 20 | 17 | 3   |
| 14  | Juventus         | 17 | 19 | 6  | 5 | 8  | 17 | 23 | -6  |
| 15  | Ferroviária      | 16 | 19 | 4  | 8 | 7  | 21 | 23 | -2  |
| 16  | XV de Jaú        | 15 | 19 | 4  | 7 | 8  | 20 | 29 | -9  |
| 17  | Marília          | 14 | 19 | 6  | 2 | 11 | 15 | 29 | -14 |
| 18  | XV de Piracicaba | 13 | 19 | 5  | 3 | 11 | 16 | 26 | -10 |
| 19  | Francana         | 13 | 19 | 3  | 7 | 9  | 18 | 27 | -9  |
| 20  | Noroeste         | 12 | 19 | 4  | 4 | 11 | 14 | 31 | -17 |

### Semifinais
| Data        |             | Placar |             |
| 26 de julho | Ponte Preta | 0×0    | Portuguesa  |
| 27 de julho | Botafogo    | 1×5    | Santos      |
| 30 de julho | Portuguesa  | 2×0    | Ponte Preta |
| 31 de julho | Santos      | 2×0    | Botafogo    |

### Finais
| 3 de agosto de 1980 | Santos                  | 1 – 0 | Portuguesa | Morumbi, São Paulo, SP                                              |
| 16 horas Histórico  | Nílton Batata 5' do 1.º | Ficha |            | Público: 57 093 Renda: Cr$ 5 598 520 Árbitro: Roberto Nunes Morgado |

Santos: Marolla, Nélson, Joãozinho, Márcio Rossini e Washington; Miro, Toninho Vieira e Pita; Nílton Batata, Claudinho (Rubens Feijão) e João Paulo. Técnico: Pepe.
Portuguesa: Moacir, César (Joãozinho), Duílio, Daniel González e Toninho Braga; Zé Mário, Wílson Carrasco e Danival; Toquinho, Caio e Pita. Técnico: Mário Travaglini.
| 7 de agosto de 1980 | Portuguesa         | 1 – 2 | Santos                                | Morumbi, São Paulo, SP                                             |
| 21 horas Histórico  | Toquinho 6' do 2.º | Ficha | Miro 29' do 1.º · Claudinho 9' do 2.º | Público: 53 337 Renda: Cr$ 5 845 350 Árbitro: José de Assis Aragão |

Portuguesa: Moacir, Joãozinho, Daniel González (Cláudio), Duílio e Toninho Braga; Zé Mário, Wílson Carrasco e Danival (Jorge Luiz); Toquinho, Caio e Pita. Técnico: Mário Travaglini.
Santos: Marolla, Nélson, Joãozinho, Márcio Rossini e Washington; Miro, Toninho Vieira e Pita; Nílton Batata, Claudinho e João Paulo. Técnico: Pepe.

## Segundo turno
Logo na primeira rodada do segundo turno, o São Paulo goleou o Corinthians por 4 a 0, na estreia do zagueiro Oscar. "Oscar, faixa de capitão no braço, foi saudado com uma efusão que espantou até a torcida corintiana, habitualmente mais barulhenta que qualquer outra", descreveu a Folha. O zagueiro, entretanto, acabaria substituído após "um lance violento e desnecessário" de Toninho, do Corinthians, e teve seu tornozelo machucado exibido para fotógrafos no vestiário. Na mesma rodada, o Palmeiras estreou com derrota por 1 a 0 para a Francana, em casa, e o técnico Osvaldo Brandão viu sua permanência no comando técnico do clube ficar difícil. Sua saída seria confirmada no dia seguinte, sendo, segundo a Folha, a primeira vez que ele foi demitido de um clube em sua carreira. Ele foi substituído interinamente por Valdir Joaquim de Moraes, que seguiria acumulando o cargo de treinador de goleiros. Brandão, por sua vez, assumiria o rival Corinthians naquele mesmo mês.
A campanha palmeirense no segundo turno foi um desastre, com cinco derrotas nos seis primeiros jogos e apenas uma vitória nos onze primeiros jogos. Àquela altura, o clube ocupava a penúltima posição da classificação do segundo turno e, embora o rebaixamento ainda fosse pouco provável, o time já estava praticamente fora do Campeonato Brasileiro de 1981, para o qual apenas os seis primeiros colocados do Paulistão de 1980 teriam vaga. O Palmeiras, entretanto, foi tão mal no restante do segundo turno que o rebaixamento só foi matematicamente evitado na penúltima rodada, quando o time empatou por 2 a 2, fora de casa, com o Taubaté depois de estar perdendo por 2 a 0. O gol de Sotter, aos 44 minutos do segundo tempo, "foi comemorado como se representasse uma conquista de título", como descreveu a Folha. "Conseguimos o ponto que viemos buscar", comemorou o técnico Diede Lameiro.
A diretoria passou a prometer "uma profunda reformulação no elenco a curto prazo", apesar de a colocação final palmeirense (16.º lugar) tê-lo deixado bem longe da zona de classificação para a Taça de Ouro de 1981 (o Campeonato Brasileiro). Afinal, o presidente da Federação Paulista, Nabi Abi Chedid, tinha sinalizado que poderia dar ao clube um "convite a clubes fundadores da competição". A ideia, entretanto, foi rejeitada pela CBF, que, pela primeira vez na história, decidiu usar apenas critérios técnicos para definir os participantes de uma edição do torneio nacional, apesar dos protestos da diretoria palmeirense. "Não sei explicar o que aconteceu com o Palmeiras neste ano, mas, em 1968, passamos por fase semelhante e saímos dela para o título do Robertão em 1969", afirmou o vice-presidente do clube, Carlos Facchina Nunes.
A briga pelas quatro vagas nas semifinais do segundo turno estava maior do que havia sido no primeiro. Após nove jogos, o São Paulo liderava, com dezesseis pontos, apenas quatro de vantagem sobre os três clubes que dividiam a quinta colocação (Corinthians, Guarani e Santos). O São Paulo acabaria confirmando sua classificação com antecedência, mas não sem problemas. O contrato do zagueiro Darío Pereyra (que, enfim, tinha encontrado uma posição em que conseguisse se destacar no São Paulo, após três anos no meio-campo, com pouco sucesso) tinha vencido, e havia diferença entre o que ele pedia para renovar e o que o São Paulo oferecia. Além disso, a expulsão de Serginho contra o América, em 16 de outubro, foi avaliada pela diretoria, e ele foi punido, embora a punição não tenha sido divulgada. "A punição já está definida, mas não vamos divulgá-la", afirmou o diretor Jaime Franco. "Ela ocorrerá em nível interno. A verdade é que resolvemos na reunião do departamento de Futebol que Serginho tem de ser advertido. Até agora, estamos tentando entender os problemas dele. Aqui temos estrutura, que outros clubes não têm, para tentar recuperá-lo. Nossa meta é vê-lo no Mundial de 1982."
Em outubro, o lateral Arnaldo, do Juventus, denunciou uma suposta tentativa de suborno de Cláudio Amantini, presidente do Noroeste. Antes da partida entre os dois times, Amantini teria procurado o jogador para oferecer-lhe 120 mil cruzeiros, em troca de "o time do Juventus segurar pelo menos o empate", que seria um bom resultado para os bauruenses na luta contra o rebaixamento. "No momento em que Amantini falou comigo, fiquei calado, surpreso e sem ação", disse Arnaldo à imprensa, após depor na sede da Federação Paulista de Futebol. "Como tenho um nome a zelar e amigos em Bauru, não poderia esconder um fato tão lamentável." No mesmo dia, Amantini compareceu à entidade e defendeu-se: "O Juventus está-se valendo de Arnaldo para desviar as atenções sobre a sua vitória, que foi arranjada pelo juiz." Amantini ainda entrou com uma queixa-crime na polícia contra Arnaldo.
O empate entre Ponte Preta e São Paulo, na penúltima rodada, assegurou a classificação dos campineiros às semifinais e a liderança da primeira fase do returno aos tricolores. No mesmo dia, o Corinthians venceu o Noroeste por 2 a 1 e também garantiu sua classificação. A última vaga seria disputada por Guarani e Internacional, com vantagem para o time de Limeira, que tinha dois pontos a mais. Na parte de baixo da tabela, o XV de Piracicaba, mesmo sem jogar, foi matematicamente rebaixado, após a vitória do Marília sobre o Taubaté por 2 a 1, e sua partida no dia seguinte (derrota para o Juventus por 2 a 1 em casa) foi testemunhada por apenas 684 pagantes. O time que disputaria a repescagem seria definido na última rodada, com a briga restrita a três clubes: Francana (29 pontos), Marília (28) e Noroeste (27).
O empate são-paulino por 1 a 1 com a Internacional, no Morumbi, pela última rodada, garantiu que as duas equipes se enfrentariam nas semifinais do returno. O resultado, entretanto, foi saudado com vaias pela torcida, que reclamou de "marmelada" (resultado arranjado). Assim, a vitória do Guarani sobre o já eliminado Santos foi inútil, pois os campineiros ficaram um ponto atrás. Outros empates na última rodada, entre Corinthians e Taubaté e entre XV de Piracicaba e Ponte Preta, definiram que a "Macaca" teria a vantagem no confronto contra os corintianos pelas semifinais. Já a Francana foi condenada à repescagem contra o vice-campeão da segunda divisão, após perder por 3 a 0 para a Ferroviária, pois o Noroeste venceu a Portuguesa e o Marília empatou com o Palmeiras. Os três times terminaram com 29 pontos no cômputo geral, porém a Francana tinha menos vitórias: seis, contra nove dos concorrentes.

### Semifinais
A vantagem de poder empatar a prorrogação do segundo jogo fez a diferença para o São Paulo, pois a Internacional venceu o primeiro jogo, mesmo abalada pela morte do zagueiro Alemão, no dia anterior, após 52 dias hospitalizado com traumatismo craniano, causado em um acidente de carro. O São Paulo jogou sem Getúlio, contundido, e Darío Pereyra, ainda sem contrato. O gol da vitória por 2 a 1 foi marcado por Toinzinho, após cruzamento de Camargo. "Foi pelo Alemão, para homenagear quem já não podia fazer", declarou Toinzinho, após o jogo. "Daí, deu vontade de chorar, de sair correndo, gritando, erguendo os braços." Precisando vencer o jogo de volta, para forçar uma prorrogação em que teria a vantagem do empate, o São Paulo tantava demonstrar confiança, nas palavras do técnico Carlos Alberto Silva: "Nós vamos jogar, como fizemos domingo, só mostrando o que sabemos." E o time jogou "um futebol quase perfeito", nas palavras do jornal O Estado de S. Paulo, e venceu, por idênticos 2 a 1 (embora mesmo uma vitória mais elástica provocasse a prorrogação). Zé Sérgio abriu o placar aos dezoito minutos do primeiro tempo, mas Marco Antônio empatou o jogo aos 36 minutos. Dois minutos depois, porém, Renato desempatou de cabeça, após cobrança de falta de Getúlio. O São Paulo seguiu dominando no restante do tempo regulamentar, sem alterar o placar, e o resultado forçou a prorrogação. Mesmo precisando apenas do empate, o São Paulo fez 1 a 0 logo aos cinco minutos, com Paulo César. Cansado, o time da Internacional não teve forças para reagir, e o São Paulo garantiu a vaga para as finais do returno.
Na outras chave das semifinais, o Corinthians pressionou bastante no primeiro jogo, mas, após abrir o placar, já no segundo tempo, com Wilsinho, permitiu a pressão da Ponte Preta, que empatou com Odirlei. O empate por 1 a 1 obrigava os dois times a vencer o jogo de volta para não dependerem de uma eventual prorrogação, em que os campineiros teriam a vantagem de empatar. O segundo jogo foi tenso, com uma expulsão para cada lado logo no primeiro tempo (Biro-Biro, para o Corinthians, e Serginho, para a Ponte Preta), o que gerou um tumulto envolvendo até os reservas dos dois times a dois minutos do intervalo. Àquela altura, a Ponte Preta estava na frente, com um gol de Abel, aos 26 minutos, o que obrigou o time da capital a se arriscar no ataque, abrindo oportunidades de contra-ataque para o adversário. Foi nesses contra-ataques que surgiram os dois gols que definiram o placar em 3 a 0, com Abel novamente e Dicá. "Acho que hoje a Ponte fez uma boa exibição", avaliou o técnico Jair Picerni. "Jogou taticamente certo, não deu espaços para o Corinthians e soube explorar a velocidade dos seus dois atacantes. Agora, temos que pensar no São Paulo, um time melhor armado que o Corinthians."

### Finais
A Ponte Preta aproveitou-se do nervosismo são-paulino no primeiro tempo do jogo de ida das finais e abriu o placar, com Barrinha, aos 26 minutos. A postura tricolor fez com que o técnico Carlos Alberto Silva fosse xingado por parte da torcida no intervalo, inclusive na volta do time ao gramado, depois de apenas dez minutos, ironizada, como descreveu a Folha: "Voltaram antes, porque o Carlos Alberto não teve o que falar para eles no intervalo." O empate veio logo aos três minutos, com Renato, sozinho diante de Carlos. Aos vinte minutos, Renato lançou Serginho, que virou o jogo. O São Paulo até poderia ter marcado mais gols, mas o placar de 2 a 1 já lhe seria suficiente para jogar pelo empate no segundo jogo — à Ponte Preta, restaria ganhar a partida de volta e depois, novamente, uma eventual prorrogação, em que o empate beneficiaria o São Paulo.
A Ponte mantinha suas esperanças, com Jair Picerni citando o próprio São Paulo como exemplo: "Não foi assim que eles conseguiram passar pela Inter? Perderam o primeiro jogo pelo mesmo placar que a Ponte e, no segundo, foram lá. Ganharam por 2 a 1 no tempo normal e de 1 a 0 na prorrogação. Nós podemos conseguir o mesmo. É só não repetirmos algumas falhas e termos um pouco de sorte." A Ponte teria de volta o ponta-direita Serginho, após cumprir suspensão pela expulsão contra o Corinthians, porém não contaria com o goleiro Carlos, que no primeiro jogo havia agravado uma contusão na mão direita. Para o segundo jogo, o São Paulo poderia contar novamente com Darío Pereyra, que acabou renovando contrato antes, mesmo, do jogo de volta das semifinais, mas teve de aguardar trâmites burocráticos, devido ao fato de ser estrangeiro. "Se não estou no melhor da minha forma, estou, ao menos, em condição de começar jogando, e acredito que isso já seja suficiente", comentava o jogador. O São Paulo acabaria ganhando um desfalque de última hora: durante a preleção, o ponta-esquerda Zé Sérgio ficou sabendo que a federação o havia suspendido preventivamente por sessenta dias, sob a acusação de doping no jogo de volta contra a Internacional. "Não dá para explicar o que eu senti na hora", contou o jogador. "Primeiro, eu não acreditei, mas depois comecei a chorar e saí correndo." Carlos Alberto Silva disse o que aconteceu depois: "Antes de deixar o vestiário, ele me disse: 'Chefe, vamos firme. O que manda é a nossa consciência.'" José Carlos Ricci, médico do São Paulo, explicou que um componente estimulante fora encontrado na urina de Zé Sérgio, mas que era decorrente do uso do remédio antigripal Naldecon na véspera do jogo de volta das finais, para tratar um resfriado que tinha, inclusive, afastado o ponta do treino daquele dia. "Eu não preciso colocar o que um jogador toma num período superior a 24 horas [antes da partida] no relatório que é entregue à FPF. E eu garanto que o Zé Sérgio não tomou qualquer remédio proibido dentro das 24 horas que antecederam a partida."
Em campo, o São Paulo começou desorganizado, e a Ponte Preta aproveitou-se disso para abrir o placar, com Paulinho, usando a indecisão entre Oscar e o goleiro Waldir Peres, aos dezoito minutos. O São Paulo só começou a pressionar, mesmo, no segundo tempo, mas os ponte-pretanos defendiam-se bem. Nos últimos quinze minutos, a pressão aumentou, mas o resultado de 1 a 0 seguiu no placar, e a prorrogação foi necessária. O São Paulo foi melhor no tempo suplementar, e uma bola na trave de Renato no final impediu que saísse com a vitória, mas a classificação foi sacramentada, mesmo sem gols. Enquanto o capitão Oscar levantava a taça do segundo turno, Jair Picerni lamentava o destino de seu time: "Com todo o respeito que o Santos e o São Paulo merecem, não há dúvidas de que a Ponte Preta foi a melhor equipe do campeonato. Vencemos o jogo, mas havia pouco tempo para vencermos também na prorrogação."

### Classificação da primeira fase
| Pos | Time             | PG | J  | V  | E  | D  | GP | GC | SG  |
| 1   | São Paulo        | 29 | 19 | 11 | 7  | 1  | 26 | 9  | 17  |
| 2   | Ponte Preta      | 27 | 19 | 9  | 9  | 1  | 27 | 12 | 15  |
| 3   | Corinthians      | 26 | 19 | 11 | 4  | 4  | 30 | 18 | 12  |
| 4   | Internacional    | 26 | 19 | 9  | 8  | 2  | 30 | 17 | 13  |
| 5   | Guarani          | 25 | 19 | 10 | 5  | 4  | 29 | 19 | 10  |
| 6   | Juventus         | 22 | 19 | 8  | 6  | 5  | 22 | 20 | 2   |
| 7   | Santos           | 21 | 19 | 6  | 9  | 4  | 19 | 19 | 0   |
| 8   | Botafogo         | 19 | 19 | 7  | 5  | 7  | 28 | 17 | 11  |
| 9   | Ferroviária      | 18 | 19 | 6  | 6  | 7  | 24 | 22 | 2   |
| 10  | XV de Jaú        | 18 | 19 | 6  | 6  | 7  | 21 | 25 | -4  |
| 11  | Comercial        | 18 | 19 | 5  | 8  | 6  | 19 | 21 | -2  |
| 12  | Portuguesa       | 17 | 19 | 6  | 5  | 8  | 17 | 26 | -9  |
| 13  | Noroeste         | 17 | 19 | 5  | 7  | 7  | 16 | 15 | 1   |
| 14  | Francana         | 16 | 19 | 3  | 10 | 6  | 11 | 15 | -4  |
| 15  | São Bento        | 15 | 19 | 4  | 7  | 8  | 13 | 18 | -5  |
| 16  | América          | 15 | 19 | 4  | 7  | 8  | 20 | 28 | -8  |
| 17  | Marília          | 15 | 19 | 3  | 9  | 7  | 16 | 26 | -10 |
| 18  | Taubaté          | 14 | 19 | 4  | 6  | 9  | 16 | 28 | -12 |
| 19  | Palmeiras        | 12 | 19 | 2  | 8  | 9  | 16 | 28 | -12 |
| 20  | XV de Piracicaba | 10 | 19 | 2  | 6  | 11 | 12 | 29 | -17 |

### Semifinais
| Data          |               | Placar |               |
| 2 de novembro | Internacional | 2×1    | São Paulo     |
| 3 de novembro | Corinthians   | 1×1    | Ponte Preta   |
| 5 de novembro | São Paulo     | 2×1*   | Internacional |
| 6 de novembro | Ponte Preta   | 3×0    | Corinthians   |

*Na prorrogação, São Paulo 1×0.

### Finais
| 9 de novembro de 1980 | Ponte Preta         | 1 – 2 | São Paulo                              | Morumbi, São Paulo, SP                                            |
| 16 horas              | Barrinha 26' do 1.º | Ficha | Renato 3' do 2.º · Serginho 20' do 2.º | Público: 84 553 Renda: Cr$ 9 621 330 Árbitro: Márcio Campos Sales |

Ponte Preta: Carlos, Édson, Juninho, Nenê e Odirlei; Zé Mário, Osvaldo e Dicá; Barrinha (Celso), Paulinho e Abel. Técnico: Jair Picerni.
São Paulo: Waldir Peres, Getúlio, Oscar, Gassem e Aírton (Nei); Almir, Renato e Heriberto (Alexandre Bueno); Paulo César, Serginho e Zé Sérgio. Técnico: Carlos Alberto Silva.
| 12 de novembro de 1980 | São Paulo | 0 – 1* | Ponte Preta         | Morumbi, São Paulo, SP                                              |
| 21 horas               |           | Ficha  | Paulinho 18' do 1.º | Público: 50 614 Renda: Cr$ 6 212 700 Árbitro: Roberto Nunes Morgado |

Ponte Preta: Luís Henrique, Édson, Juninho, Nenê e Odirlei; Zé Mário, Osvaldo e Dicá; Serginho, Paulinho e Abel. Técnico: Jair Picerni.
São Paulo: Waldir Peres, Nei, Oscar, Darío Pereyra e Getúlio; Almir (Alexandre Bueno), Renato e Heriberto; Paulo César, Serginho e Assis (Zizinho). Técnico: Carlos Alberto Silva.
*Na prorrogação, 0×0, resultado que classificou o São Paulo, por ter feito melhor campanha na primeira fase.

## Decisão
A decisão do campeonato teria início quatro dias após a final do segundo turno, envolvendo o Santos, campeão do primeiro turno, e o São Paulo, campeão do segundo, que teria a vantagem do empate por ter melhor campanha ao longo do campeonato (excluídas as fases eliminatórias). Desta vez, não haveria prorrogação: as finais seriam disputadas em melhor de quatro pontos, o que poderia fazer com que houvesse até quatro partidas, já que, na época, as vitórias valiam apenas dois pontos. O Santos mantinha um tabu: nas quatro decisões anteriores entre os dois clubes, tinha levado a melhor, 1956, 1967, 1969 e 1978.
Zé Sérgio conseguiu a liberação para atuar, depois que o presidente da Federação Paulista, Nabi Abi Chedid, divulgou resolução anunciando que "o atleta não tomou o medicamento por sua livre e espontânea vontade, como deixa claro o relatório preparado pela comissão de sindicância, mas foi induzido a tomá-lo e não fez segredo disso". Ainda segunda a resolução, passaria a caber "ao tribunal da entidade definir a quem [caberiam] as responsabilidades". Se para Zé Sérgio a decisão era "um alívio", o técnico santista Pepe garantia que isso não mudaria seu esquema. Sua preocupação maior era que a defesa anulasse Renato, para ele, a "peça fundamental" do São Paulo.
O São Paulo queria aumentar os preços dos ingressos para a decisão, porém nem a FPF nem o Santos concordaram com a proposta. Ainda assim, muitos ingressos foram vendidos com ágio, não apenas por cambistas, mas também pela loja do "Carnê Paulistão" que ficava na Praça Júlio de Mesquita, no centro. Esses inconvenientes não impediram que o público da primeira partida fosse, disparado, o maior do campeonato: 122 209 pagantes e 323 menores de idade, isentos de cobrança, embora todos os 156 000 ingressos colocados a venda pela FPF tenham sido vendidos antecipadamente, a FPF ainda declarou que cerca de dez mil torcedores teriam invadido o estádio. Já uma pesquisa do DSV, encomendada pelo São Paulo, estimou em quinze mil o número de pessoas que assistiram à partida sem pagar. "Na verdade, [o DSV encontrou] problemas para executar o trabalho com a perfeição que o São Paulo exigia, porque em determinado momento o público invadiu as catracas, num verdadeiro tumulto", explicou José Douglas Dallora, vice-presidente são-paulino. "Mas, mesmo assim, deu para comprovar uma evasão de renda de quinze mil pessoas, o que é um resultado alarmante. Pela nossa pesquisa, assistiram ao jogo mais de 156 mil pessoas, enquanto o borderô registrou a presença de apenas 122 mil. Descontando-se cerca de cinco mil pessoas credenciadas, chega-se à conclusão de que quinze mil não pagaram." E a entrada desse contingente foi difícil, com portões fechados na última hora e policiais militares agredindo "qualquer um", segundo a Folha, supostamente para evitar que os portões fossem arrombados.
Em campo, a partida teve um primeiro tempo equilibrado, mas, no segundo, o São Paulo pressionou mais. Poderia ter sido premiado aos 31, quando Toninho Vieira derrubou Renato na área, mas o árbitro José de Assis Aragão não marcou o pênalti. Aos quarenta, entretanto, Serginho pegou a sobra após jogada de Paulo César e chutou forte, vencendo o goleiro Marola. Miro ainda teria a chance de empatar aos 43 minutos, mas seu chute foi desviado levemente por Waldir Peres, bateu na trave e depois foi defendido pelo goleiro. Zé Sérgio teve uma atuação discreta no primeiro tempo, mesmo sem a torcida santista se manifestar lembrando o caso do suposto doping, e melhorou no segundo. "Apesar da consciência tranquila, por saber que não tive a menor culpa nesse lamentável incidente, não posso negar que tenha ficado um tanto desgastado e abatido, com tudo o que aconteceu, com a grande repercussão que o caso provocou", confessou o ponta, antes do jogo. "Mas podem ter certeza de que isso não irá influenciar no meu futebol."
Com a vitória são-paulina, o Santos não poderia perder o segundo jogo. Teria de ganhá-lo ou, ao menos, empatá-lo para forçar uma terceira partida. Os santistas ainda acreditavam no título e garantiam que o campeonato não terminaria no segundo jogo. "Se não acreditarmos em nossas possibilidades, é melhor nem subir a serra e já dar a taça ao São Paulo", avisava o quarto-zagueiro Neto. Já o São Paulo preocupava-se com o excesso de otimismo e contratou um psicólogo para fazer "um trabalho de preparação psicológica". Carlos Alberto Silva mostrava-se otimista, até em relação a definir o campeonato já no segundo jogo: "Basta que o São Paulo apresente a mesma determinação e espírito de luta demonstrados no segundo tempo. Se impusermos nosso ritmo de jogo, poderemos ser campeões na quarta-feira. Temos condições para isso."
Com o grande público do primeiro jogo, foram colocados à venda 146 mil ingressos para o segundo. As fortes chuvas que caíram durante a tarde do jogo congestionaram as linhas telefônicas do São Paulo, já que inúmeras pessoas ligavam para perguntar às telefonistas se o jogo seria adiado. Apesar das respostas negativas, o público foi cerca da metade do público de domingo: pouco mais de 61 mil pagantes. A maior polêmica da noite ocorreu antes do jogo, quando Carlos Alberto Silva chegou a ameaçar não colocar o time em campo se a bola não fosse trocada: "No domingo, o mando de jogo era do Santos, e aceitamos atuar com a marca de bola imposta por eles." Waldir Peres reclamava que as bolas usadas iam ficando deformadas no decorrer das partidas. Segundo ele, uma bola "de qualidade" custava dois mil cruzeiros, contra setecentos cruzeiros da bola utilizada. De nada adiantaram as reclamações, e a "bola de setecentos cruzeiros" foi utilizada.
Quando o jogo começou, o São Paulo pressionou como se fosse dele a necessidade de vencer. O Santos chegou a equilibrar a partida, mas foi justamente no momento em que pressionava que Serginho abriu o placar para o São Paulo, aos quarenta minutos. Como a jogada fora de Renato, o centroavante dedicou a seu colega aquele que acabaria sendo o gol do título. Rubens Feijão, sozinho à frente de Waldir Peres, perdeu a melhor chance santista de empatar, no começo do segundo tempo. O técnico Pepe não o perdoou e substituiu-o em seguida. "Gosto muito do Feijão, mas, depois do gol que ele perdeu, ele não poderia, mesmo, ficar em campo", explicou. Os dois times tiveram chances de marcar mais gols, mas o placar ficou, mesmo, em 1 a 0, e o São Paulo conquistou o título sem a necessidade de um terceiro jogo. "Um título ganho com luta e amor", comemorou Carlos Alberto Silva. "Eu queria ver este estádio cheio e o Serginho na Seleção. Acho que consegui." Do lado do Santos, Pepe reclamava da falta de ofensividade de seu time: "Quem não chuta não pode, mesmo, fazer gols."
O título, entretanto, ainda não tinha sido homologado pela FPF, porque o caso envolvendo Zé Sérgio ainda não tinha sido julgado, e o São Paulo ainda poderia se tornar réu do processo, se fosse decidido que o remédio tinha sido utilizado por ordens do médico do clube. No dia 28 de novembro, o São Paulo enfrentou a seleção da União Soviética, no Morumbi, para comemorar o título paulista. Na ocasião, Nabi Abi Chedid resolveu homologar o título, e o Tricolor finalmente recebeu de maneira oficial a taça do torneio. A festa foi completa para os 36 430 pagantes, com a vitória por 1 a 0, gol de Paulo César, aos catorze minutos do segundo tempo.

### Jogos
| 16 de novembro de 1980 | Santos | 0 – 1 | São Paulo           | Morumbi, São Paulo, SP                                               |
| 16 horas Histórico     |        | Ficha | Serginho 40' do 2.º | Público: 122 209 Renda: Cr$ 13 437 900 Árbitro: José de Assis Aragão |

Santos: Marolla, Nélson, Joãozinho, Neto e Washington; Miro, Toninho Vieira e Pita; Nílton Batata, Aluísio (Rubens Feijão) e João Paulo. Técnico: Pepe.
São Paulo: Waldir Peres, Getúlio, Oscar, Darío Pereyra e Aírton; Almir, Renato e Heriberto; Paulo César, Serginho e Zé Sérgio (Assis). Técnico: Carlos Alberto Silva.
| 19 de novembro de 1980 | São Paulo           | 1 – 0 | Santos | Morumbi, São Paulo, SP                                       |
| 21 horas Histórico     | Serginho 40' do 1.º | Ficha |        | Público: 61 130 Renda: Cr$ 8 952 330 Árbitro: Oscar Scolfaro |

São Paulo: Waldir Peres, Getúlio, Oscar, Darío Pereyra e Aírton; Almir, Renato (Alexandre Bueno) e Heriberto; Paulo César, Serginho (Assis) e Zé Sérgio. Técnico: Carlos Alberto Silva.
Santos: Marolla, Nélson, Joãozinho, Neto e Washington; Toninho Vieira, Rubens Feijão, Claudinho e Pita; Nílton Batata, Campos e João Paulo (Aluísio). Técnico: Pepe.

## Classificação final
| Pos | Time               | PG | J  | V  | E  | D  | GP | GC | SG  |
| 1   | São Paulo          | 57 | 44 | 22 | 13 | 9  | 55 | 32 | 23  |
| 2   | Santos             | 56 | 44 | 20 | 16 | 8  | 58 | 36 | 22  |
| 3   | Ponte Preta        | 56 | 44 | 19 | 18 | 7  | 63 | 37 | 26  |
| 4   | Corinthians        | 49 | 40 | 18 | 13 | 9  | 49 | 34 | 15  |
| 5   | Portuguesa         | 46 | 42 | 19 | 11 | 12 | 51 | 46 | 5   |
| 6   | Internacional      | 45 | 40 | 15 | 17 | 8  | 59 | 45 | 14  |
| 7   | Guarani            | 44 | 38 | 16 | 12 | 10 | 57 | 42 | 15  |
| 8   | Botafogo           | 42 | 40 | 16 | 10 | 14 | 56 | 40 | 16  |
| 9   | Juventus           | 37 | 38 | 13 | 11 | 14 | 38 | 44 | -6  |
| 10  | São Bento          | 37 | 38 | 12 | 13 | 13 | 33 | 36 | -3  |
| 11  | Comercial          | 37 | 38 | 12 | 13 | 13 | 41 | 46 | -5  |
| 12  | Taubaté            | 35 | 38 | 11 | 13 | 14 | 36 | 51 | -15 |
| 13  | Ferroviária        | 34 | 38 | 10 | 14 | 14 | 45 | 45 | 0   |
| 14  | XV de Jaú          | 33 | 38 | 10 | 13 | 15 | 41 | 54 | -13 |
| 15  | América            | 33 | 38 | 9  | 15 | 14 | 40 | 45 | -5  |
| 16  | Palmeiras          | 32 | 38 | 9  | 14 | 15 | 36 | 45 | -9  |
| 17  | Noroeste           | 29 | 38 | 9  | 11 | 18 | 30 | 46 | -16 |
| 18  | Marília            | 29 | 38 | 9  | 11 | 18 | 31 | 55 | -24 |
| 19  | Francana*          | 29 | 38 | 6  | 17 | 15 | 29 | 42 | -13 |
| 20  | XV de Piracicaba** | 23 | 38 | 7  | 9  | 22 | 28 | 55 | -27 |

*Disputaria a repescagem contra o Catanduvense, vice-campeão da segunda divisão. Em melhor de quatro pontos disputada em campo neutro, venceu por 4 a 1 e por 2 a 1, mantendo-se na primeira divisão.
**Rebaixado.
| Campeão Paulista de 1979 |
| ------------------------ |
| SÃO PAULO (12º título)   |